# Panu Di Pinti

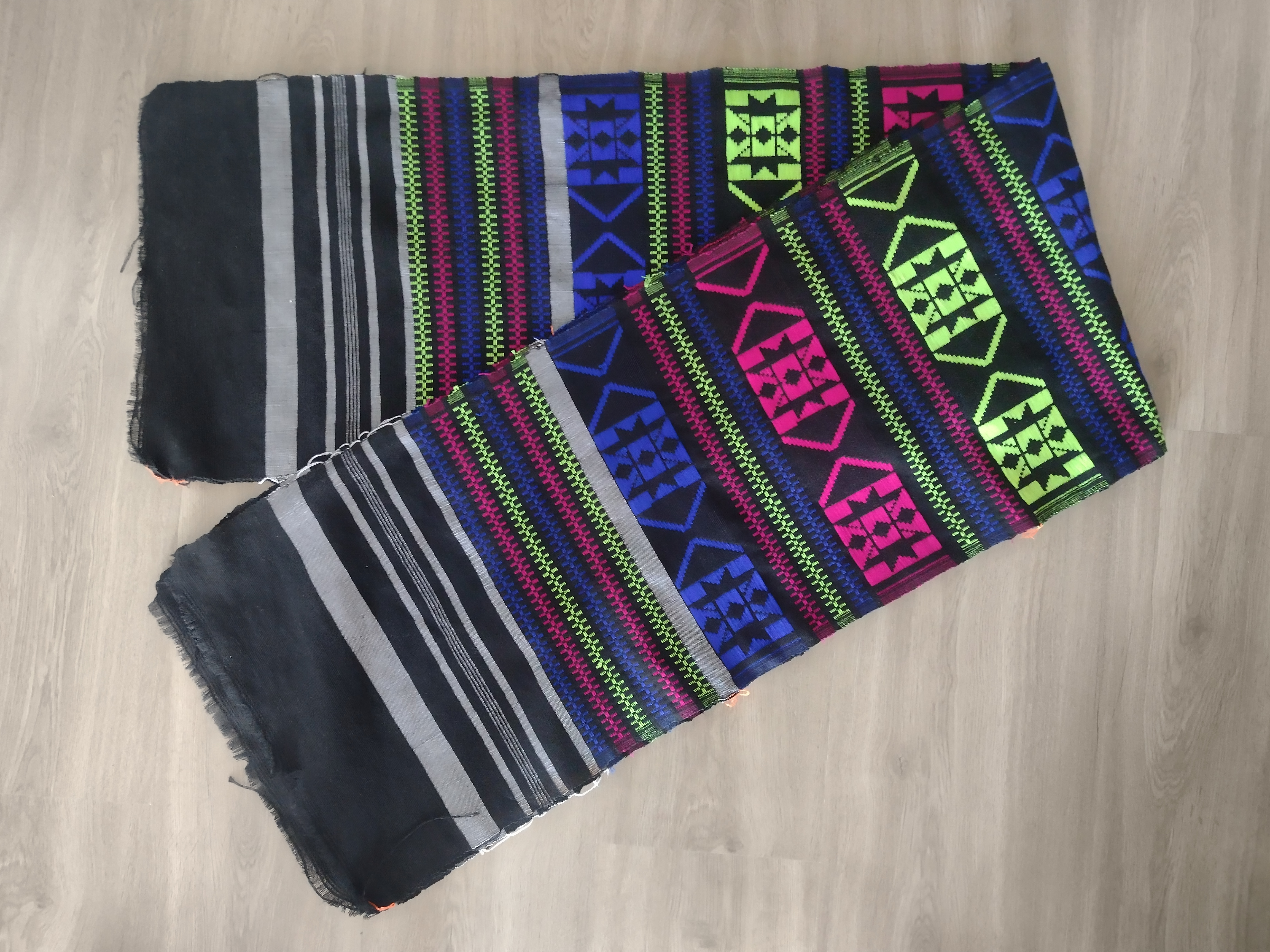
Panu di pinti.

O Panu di Pinti é um tecido tradicional da Guiné-Bissau, feito à mão principalmente pelas etnias Pepel e Mandjaku, representando um importante repositório da memória cultural do país. Utilizado em rituais de passagem e celebrações coletivas (práticas ancestrais das comunidades nativas), este tecido de estética singular possui um grande potencial econômico para os setores do comércio e do turismo.
Considerado um patrimônio nacional pelos guineenses, o Panu di Pinti é um símbolo cultural de grande originalidade e significado social. Oferecê-lo é visto como uma honra e uma forma de expressar sentimentos como amor, amizade e gratidão. Ele transcende a ideia de um simples tecido, sendo valorizado como algo que dignifica a posição social de uma pessoa e possui um caráter quase sagrado. Sua utilização é vasta, abrangendo eventos políticos, moda, cerimônias fúnebres, casamentos tradicionais e decoração. Embora também funcione como meio de comunicação dentro das comunidades, sua interpretação pode ser complexa para estrangeiros. No contexto do artesanato guineense, o Panu di Pinti destaca-se como um dos tecidos artesanais mais relevantes.
O significado do Panu di Pinti é intrinsecamente ligado ao seu tipo, com cada variação possuindo uma simbologia única, compreendida principalmente pelos membros da comunidade. Em 10 de abril de 2025, o Panu di Pinti foi registrado pela Organização Africana da Propriedade Intelectual (OAPI) como propriedade exclusiva da Guiné-Bissau, com 100 Modelos Industriais protegidos por 15 anos, reconhecendo-o como patrimônio cultural tradicional e nacional.

## Usos e significados, com foco na etnia Mandjaku
Na etnia Mandjaku, o Panu di Pinti desempenha um papel crucial, sendo indispensável em funerais, especialmente os de chefes tradicionais, sacerdotes e nobres, onde simboliza o estatuto social. As famílias enlutadas recebem esses panos como demonstração de solidariedade e também como "encomendas" para os falecidos, refletindo a crença na vida após a morte e no uso desses tecidos no além. Por essa razão, o pano colocado no caixão nem sempre pertence ao falecido, podendo ser uma oferenda de um familiar.
Além dos funerais, o Panu di Pinti é utilizado em cerimônias de investidura ou "choro" de líderes e figuras sagradas, casamentos tradicionais, festas e danças tradicionais. Cada pano possui um significado específico no contexto cultural Mandjaku, atuando como uma forma de comunicação codificada. Alguns panos, devido à sua importância simbólica, não são utilizados como vestimenta casual, enquanto outros podem ser incorporados à moda. Sua presença é fundamental em funerais e casamentos Mandjaku.

## Origens
Os panos são vestimentas africanas com uma longa história, precedendo a chegada dos colonizadores. Acredita-se que a arte da tecelagem no continente possa ter raízes em influências cartaginesas ou de povos islamizados do Norte e Nordeste da África. No entanto, a história do Panu di Pinti tem uma ligação particular com a etnia Mandjaku.
Os Mandjaku dedicam-se à tecelagem do Panu di Pinti há muito tempo, utilizando-o para trocas comerciais e diversos fins antes do contato com os portugueses. A tradição situa o surgimento dessa prática na comunidade de Calequisse, considerada o berço do primeiro tecelão Mandjaku. Anualmente, a morança de Bamaim celebra a cerimônia da tecelagem. O Panu di Pinti (kalendji Nanhinguitch) é essencial na vida dos Mandjaku, usado tanto no cotidiano quanto em cerca de 20 rituais (funerais, casamentos, investiduras de líderes, lutos tradicionais, etc.), sendo um dos objetos mais preservados e indispensáveis nessas ocasiões. A diversidade de tipos de Panu di Pinti implica que nem todos são adequados para cerimônias tradicionais, com alguns possuindo significados e usos específicos que os tornam sempre presentes em práticas locais.

## Processo de tecelagem
A tecelagem do Panu di Pinti na Guiné-Bissau é tradicionalmente uma atividade masculina nas etnias Mandjaku e Pepel, enquanto as mulheres desempenham um papel crucial nos trabalhos preparatórios, desde a colheita do algodão até a fiação. O processo envolve a criação de tiras de algodão em teares tradicionais, que são posteriormente costuradas (em número de quatro a quatorze) para formar o pano. Os teares do litoral (Mandjaku e Pepel) distinguem-se dos do interior (Mandinga e Fula). Os pentes utilizados nos teares variam de tamanho, influenciando a largura das tiras tecidas.
Originalmente brancos (a cor natural do algodão), os panos evoluíram com o desenvolvimento de técnicas de tingimento, adquirindo cores como o amarelo açafrão (cor da terra) e o preto azulado (usado para cobrir os mortos). Após a tecelagem das tiras pelos homens, as mulheres unem-nas através da costura e realizam o acabamento, incluindo o corte, pesponto e a criação de franjas.
Cada panu di pinti adquire um sentido simbólico único através de sua trama, textura, cor e contexto de uso, comunicando mensagens específicas dentro da comunidade, muitas vezes difíceis de decifrar para forasteiros. A tecelagem é uma herança passada de geração em geração entre os homens Mandjaku e Pepel, chegando a constituir uma casta com nomes próprios entre os Mandjaku.
Oficinas têxteis, cada uma desenvolvendo sua própria linguagem artística e de produção, são comuns nas regiões de Cacheu e Biombo. O Panu di Pinti permanece um pilar da cultura guineense contemporânea. Além dos panos tecidos por homens, existem criações femininas, inspiradas em suas habilidades de design, que geralmente são mais valorizadas e trabalhosas.
O processo de preparação do tear e das linhas leva um dia para o tecelão. O tear tradicional, apesar de sua simplicidade, permite o entrelaçamento dos fios através de componentes como a prancha de suporte, barrotes com "dentes", a roldana "opuli", a peça de suporte do pente "pliti-uliri", o próprio pente (feito de varas de palmeira e madeira), a lançadeira (que transporta a linha horizontal) e os pedais.